# قوت غالب

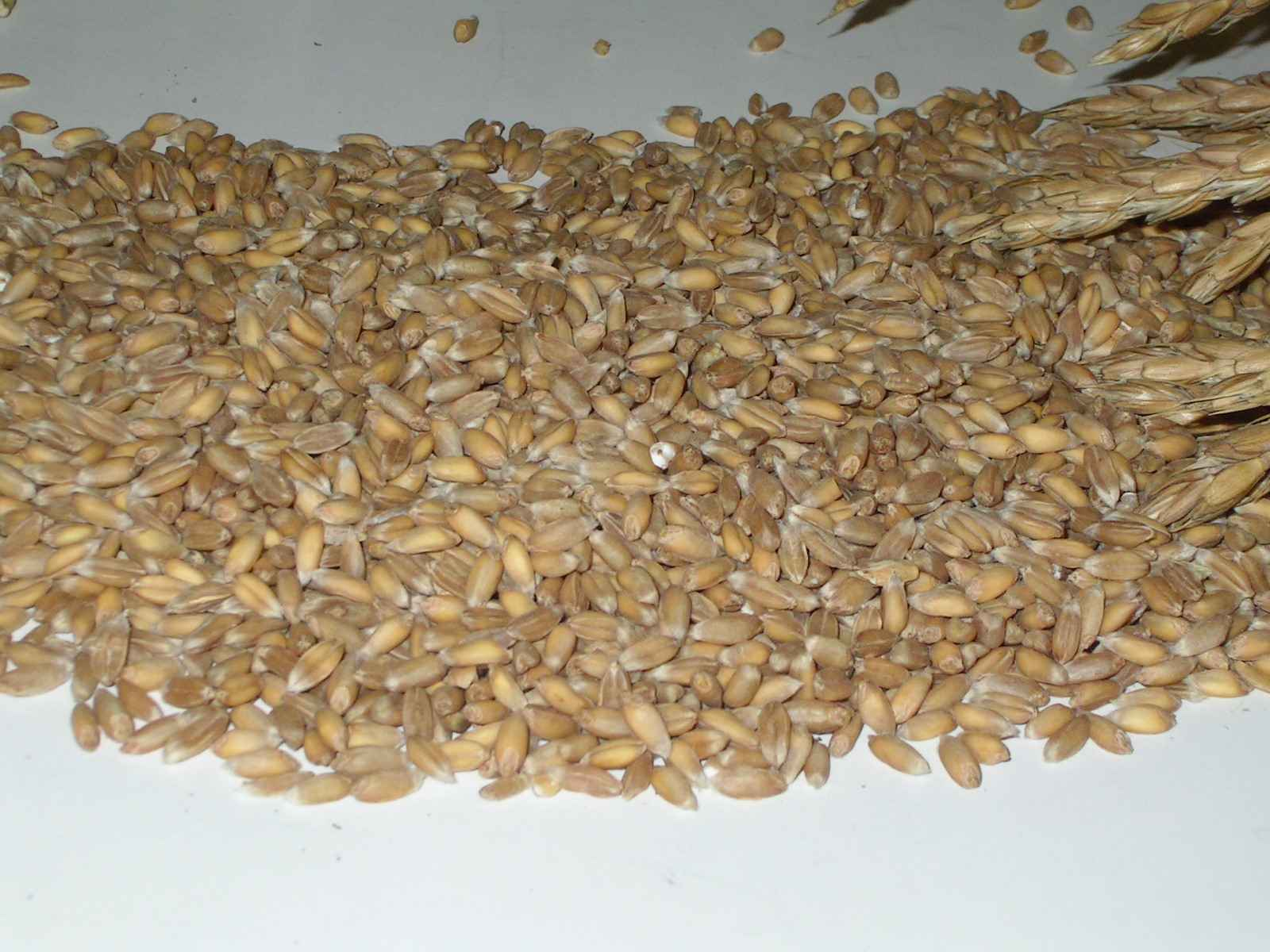
غلات

خوراک اصلی، خوراک عمده، غذای اصلی یا قوت غالب (به انگلیسی: Staple food, Food staple)، خوراکی است به میزان قابل توجهی در عموم مردم مصرف می‌شود. خوراک‌های عمده به‌طور معمول، بیشتر نیازهای غذایی بدن را تأمین می‌کنند.
به زبان ساده‌تر در هر منطقه به مادهٔ غذایی که ارزان و فراوان باشد، قوت غالب می‌گویند. خوراک‌های عمده بر اساس محل زندگی افراد گوناگون هستند.
بیشتر انسان‌ها، تنها با مصرف تعداد و میزان محدودی از خوراک‌های عمده، نیازهای انرژی خویش را تأمین می‌کنند.
خوراک‌های عمده شامل سه دستهٔ اصلی مواد آلی ازجمله کربوهیدرات، پروتئین و چربیها هستند. نمونه‌های خوراک عمده محصولات اساسی؛ معمولاً شامل ریشه برخی گیاهان، غلات، حبوبات، و دانه‌های دیگر هستند. خوراک عمده یک جامعه خاص ممکن است اغلب به عنوان رژیم هر روز، یا هر وعده غذایی خورده شود. معمولاً بیشتر غذاهای گیاهی جزء اصلی خوراک‌های عمده هستند این غذاها شامل غلاتی مانند گندم، جو، چاودار، ذرت، برنج، نشاسته یا سبزیجات ریشه‌ای مانند سیب‌زمینی، یام، تارو، و کاساوا هستند.

## نگارخانه

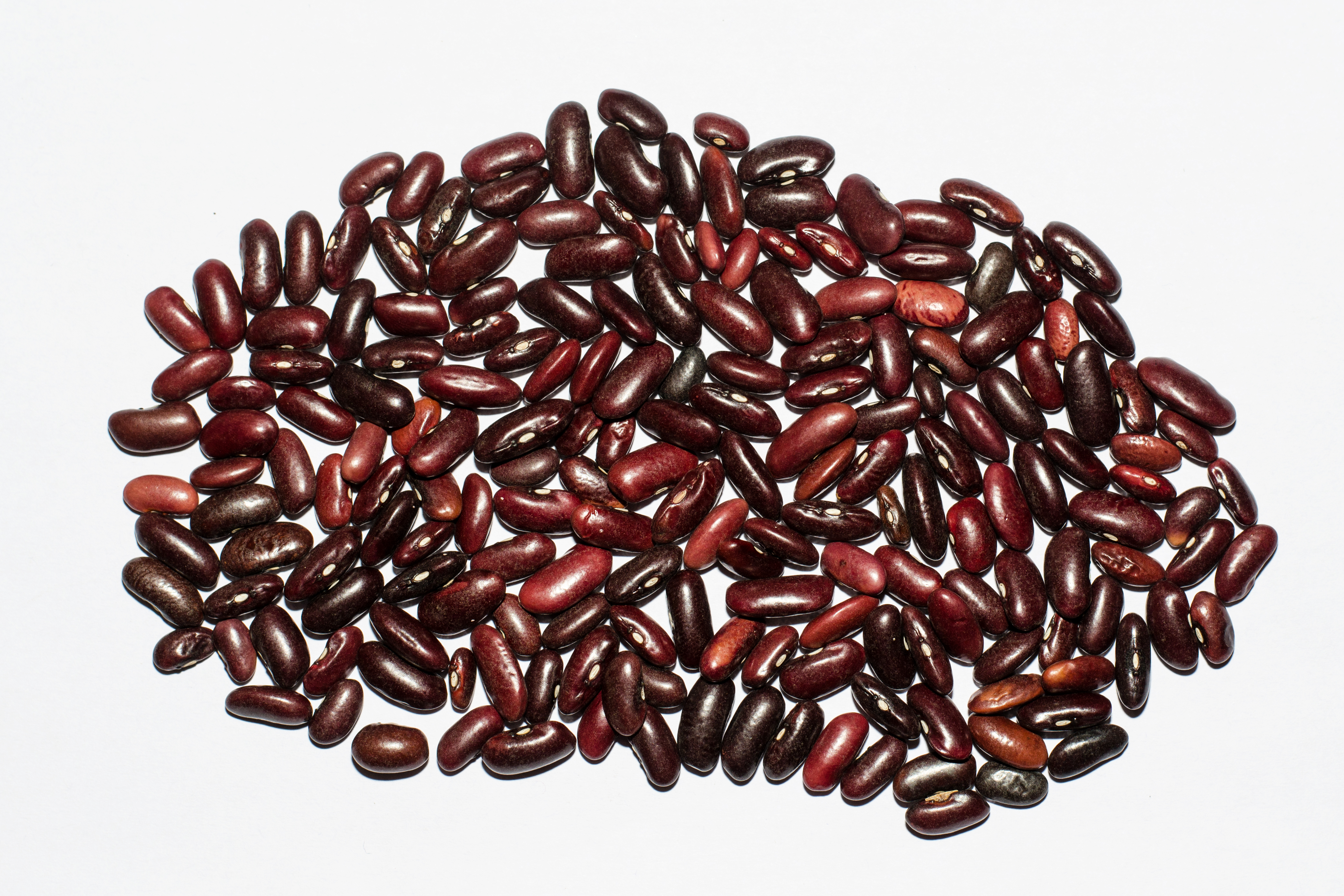
لوبیا قرمز
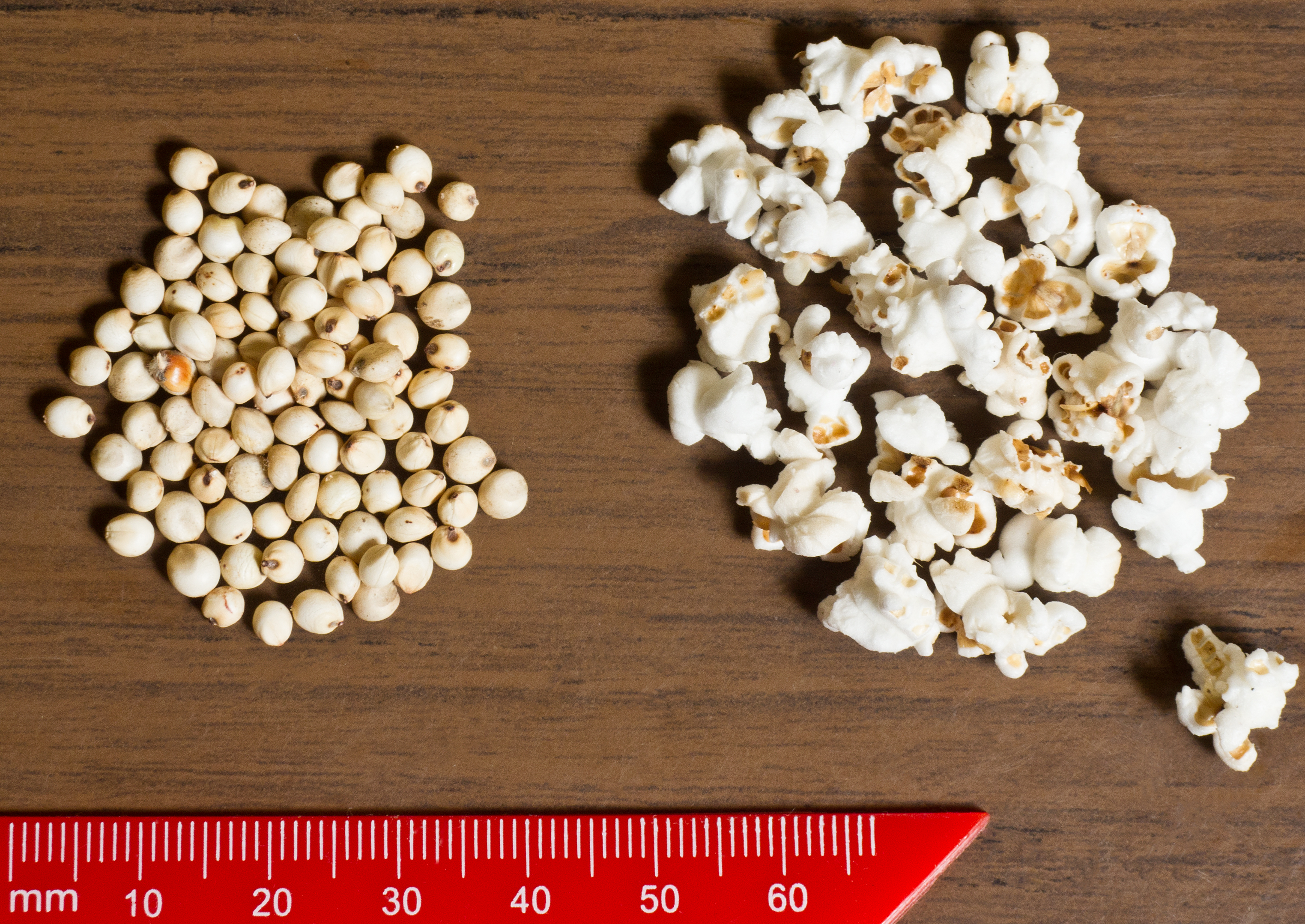
ذرت خوشه‌ای
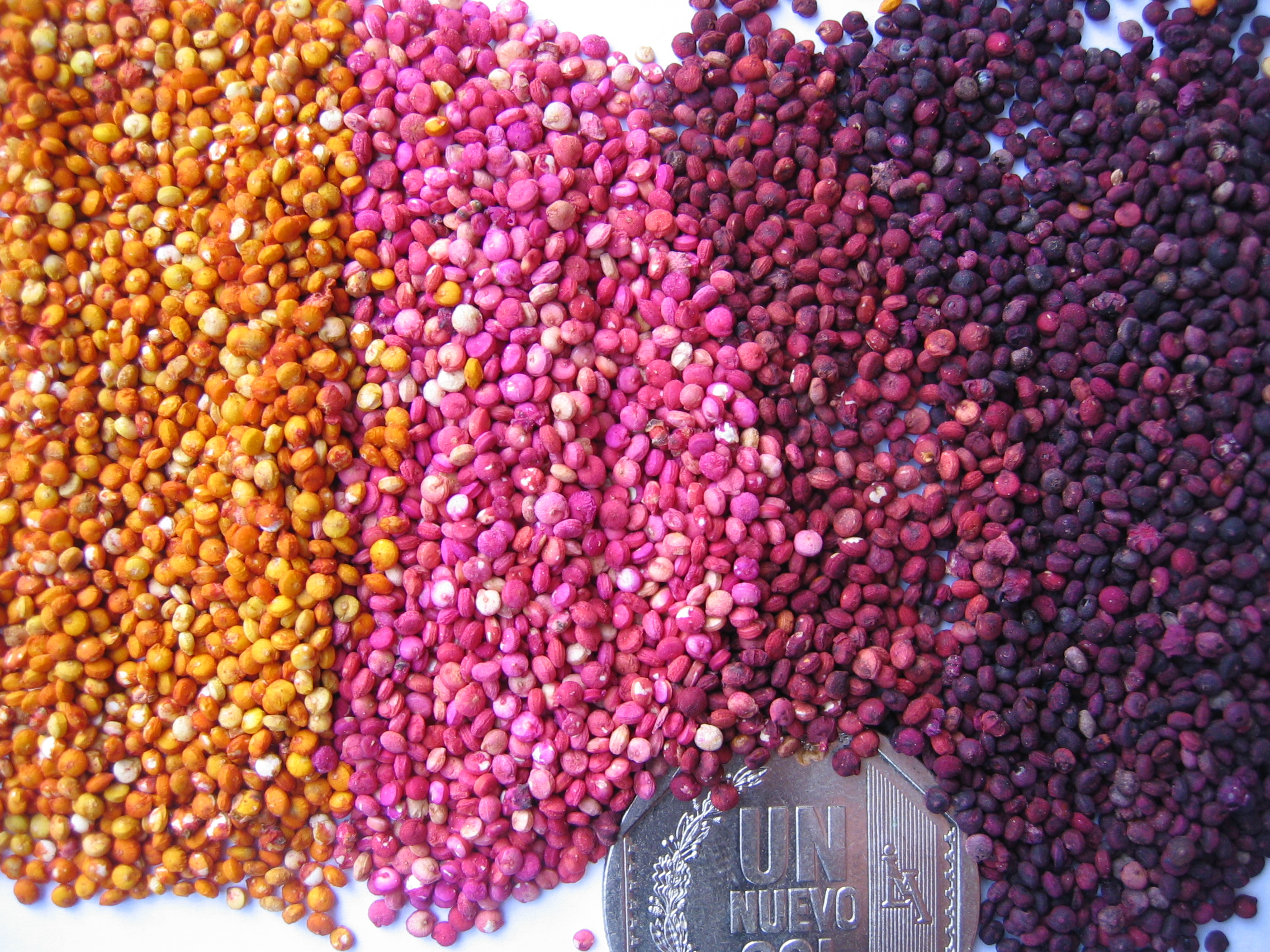
کینوآ
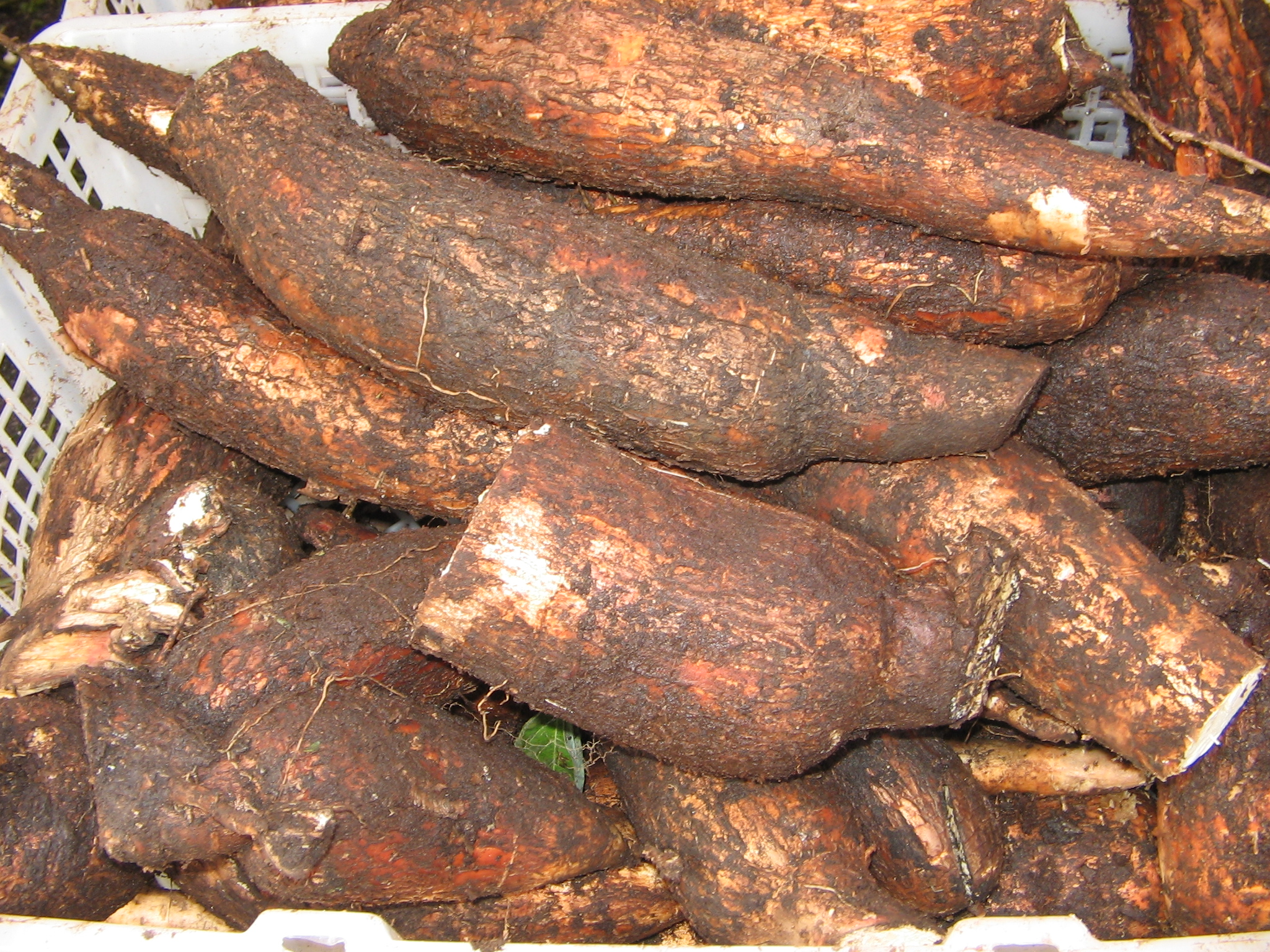
مانیوک
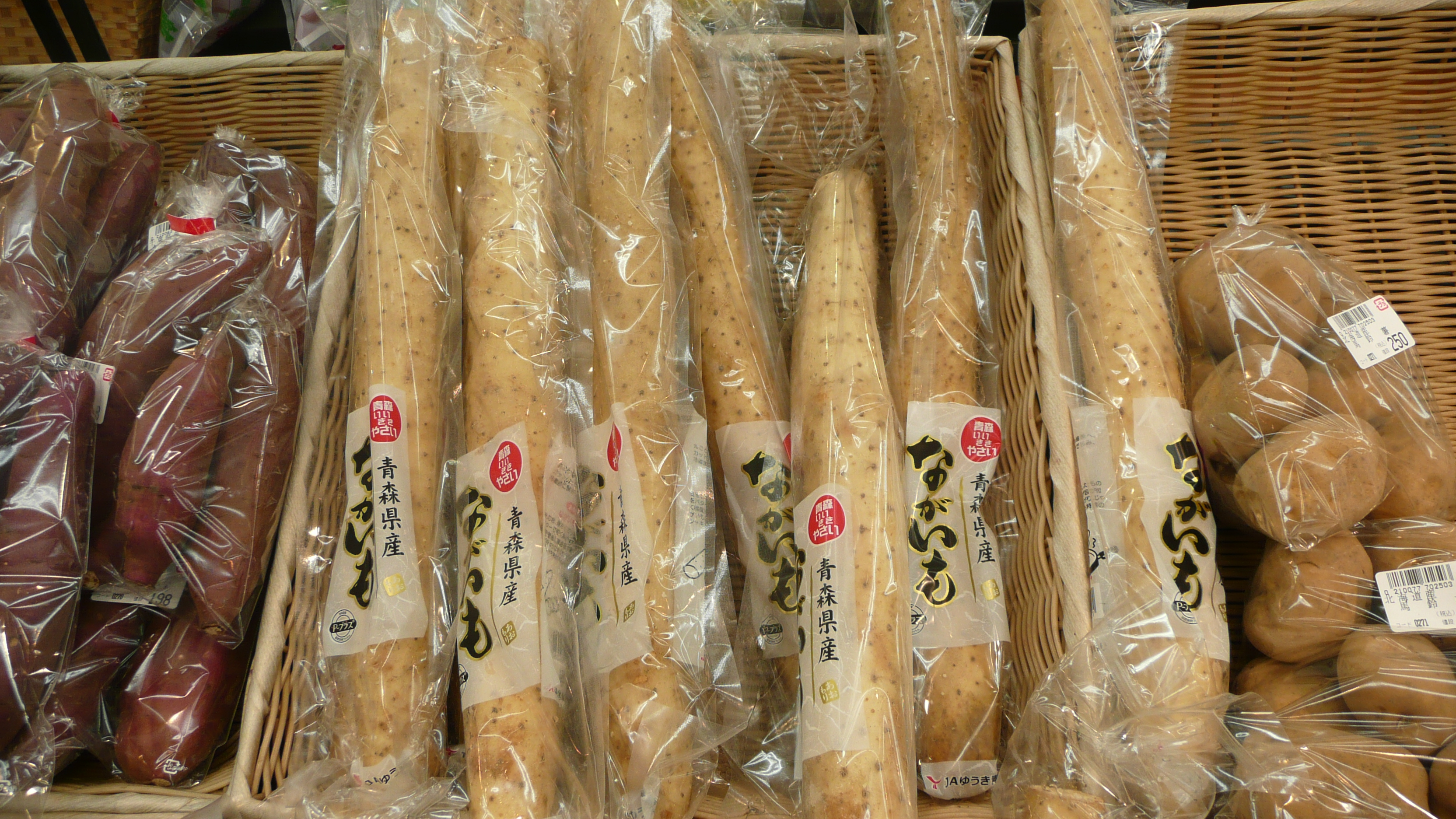
یم چینی
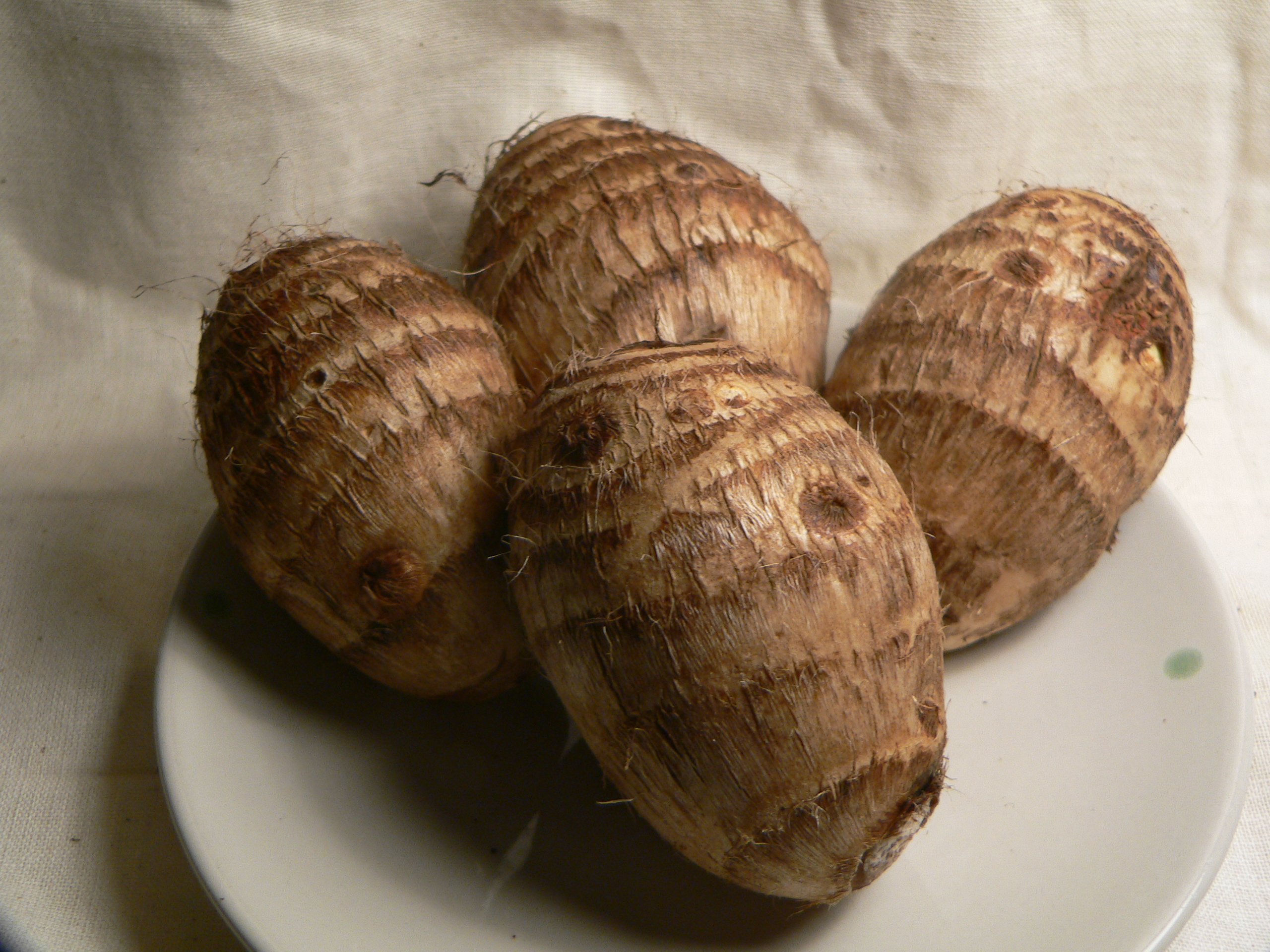
تارو